# Мікроеволюція
Мікроеволюція — сукупність еволюційних процесів, які відбуваються в популяціях одного виду.
Згідно із синтетичною теорією еволюції, природний добір спрямовує різні елементарні зміни фенотипів, що виникли внаслідок мутацій, у бік формування пристосувань організмів до змін умов довкілля. В цьому і полягає творча роль природного добору. Тому його часто називають рушійною силою еволюції.
Термін в сучасному розумінні запропонований російським генетиком і ентомологом Юрієм Філіпченко.

## Еволюційні експерименти
У ході довгострокового еволюційного експерименту на бактеріях E. coli в одній з 12 піддослідних популяцій після 31000 поколінь з'явилася нова корисна ознака - здатність живитися цитратом в аеробних умовах. Як з'ясувалося, що формування еволюційного нововведення проходило в три етапи. На першому етапі («потенціювання») зафіксувалися мутації, що допомагають утилізувати цитрат, якщо він виявиться в клітині. Повторні експерименти з розмороженими представниками предкових поколінь показали, що потенціюючих мутацій було як мінімум дві: одна з'явилася після 15000 поколінь, інша після 20000. На другому етапі («актуалізація») змінилася регуляція гена citT, відповідального за поглинання цитрату із зовнішнього середовища. В результаті ген став працювати в присутності кисню, хоча в нормі у E. coli він працює тільки в анаеробних умовах. Це призвело до появи слабо вираженої, «зародкової» здатності використовувати в їжу цитрат. Нарешті, на етапі «вдосконалення» нова функція була багаторазово посилена завдяки декільком дуплікаціям (подвоєння) фрагмента хромосоми, що несе активований ген citT. Тільки після цього чисельність бактерій-мутантів збільшилася і вони стали домінувати в своїй популяції. Ймовірно, такий поетапний розвиток характерний і для інших еволюційних нововведень.
В ході унікального експерименту, що тривав понад 20 років, вдалося детально простежити еволюційні зміни, що відбувалися в популяції кишкової палички Escherichia coli протягом 40000 поколінь. У першій половині експерименту в популяції фіксувалися в основному корисні мутації, що підвищують пристосованість бактерій. Досить несподіваним результатом виявилося те, що швидкість накопичення корисних мутацій була майже сталою. Досі вважалося, що з постійною швидкістю повинні накопичуватися нейтральні мутації, а не корисні, однак в експерименті все виявилося навпаки. У середині експерименту в популяції зафіксувалася мутація, що різко підвищувала темп мутагенезу. Після цього мутації стали фіксуватися на порядок швидше, але це були в основному вже не корисні, а нейтральні мутації.